# フリー・インプロヴィゼーション
フリー・インプロヴィゼーション（Free improvisation）またはフリー・ミュージック（Free Music）は、一般的なルールなしの即興演奏であり、その代わりに、それをパフォーマンスする人の直感に委ねられる。この用語は、あらゆるジャンルのあらゆるミュージシャンに使われるテクニック、そして、それ自体が実験音楽の認識可能なジャンルとして、その両方を指すことができる。
音楽ジャンルとしてのフリー・インプロヴィゼーションは、主にフリー・ジャズと現代音楽の発展したものとして、1960年代半ばから後半にかけて、主にイギリスとアメリカとヨーロッパで開発された。フリー・インプロヴィゼーションの演奏者には、サックス奏者のエヴァン・パーカー、アンソニー・ブラクストン、ペーター・ブロッツマン、ジョン・ゾーン、作曲家のポーリン・オリヴェロス、ドラマーのクリスチャン・リリンガー、トロンボーン奏者のジョージ・E・ルイス、ギタリストのデレク・ベイリー、ヘンリー・カイザー、フレッド・フリス、即興グループのスポンティニアス・ミュージック・アンサンブル、ザ・ミュージック・インプロヴィゼーション・カンパニー、アート・アンサンブル・オブ・シカゴ、AMMが含まれる。

## 概要/特徴
音楽理論の文脈において、フリー・インプロヴィゼーションは、和声や構造に焦点を当てることから、音色、テクスチュア、メロディの間隔、リズム、パフォーマー間の自発的な音楽の相互作用など、音楽の他の次元へシフトすることを意味している。これにより、フリー・インプロヴィゼーション・ミュージックの抽象と説明のない資質を得ることができる。個々のパフォーマーは、特定のスタイルやキー、または特定のテンポで演奏することを選択する場合があるが、歌の構造などの慣習は非常にまれである。一般に、メロディ、ハーモニー、リズムのプリセット形式よりも、音楽のムード、またはパフォーマンスのジェスチャーに重点が置かれている。これらの要素は、音楽が進むにつれてインプロヴァイズされ、パフォーマーはパフォーマンスの要素に基づいて互いにしばしば直感的に反応し合うのである。
イングランドのギタリストであるデレク・ベイリーは、フリー・インプロヴィゼーションを「記憶なしに演奏する」ことと説明した。彼の著書『Improvisation』の中で、ベイリーはフリー・インプロヴィゼーションは「文体的または慣用的なコミットメントがなく、それは規定の慣用的な音を持たない。自由にインプロヴァイズされた音楽の特徴は、それを演奏する人の音楽的アイデンティティによってのみ確立される」と書いている。
さまざまなバックグラウンドからたどり着いたフリー・ミュージックのパフォーマーは、しばしば他のジャンルと音楽的に関与している。たとえば、イタリアの作曲家エンニオ・モリコーネは、フリー・インプロヴィゼーション・グループであるヌオーヴァ・コンソナツアのメンバーを務めていた。アンソニー・ブラクストンはオペラを書いており、ジョン・ゾーンは称賛されたオーケストラ作品を書いている。探求される他分野から影響を受けている途中、または影響を受けたように、現代音楽（特殊奏法）、ノイズロック（攻撃的な対立と不協和音）、IDM（コンピュータ操作とデジタル合成）、ミニマリズム、エレコトロアコースティック・ミュージックは現在、フリー・インプロヴィゼーションのなかで聴かれるものとなっている。

## 歴史
多くの重要な先例と発展が存在しているが、フリー・インプロヴィゼーションが徐々に発生し、そのスタイルが生まれた瞬間を特定することは困難である。フリー・インプロヴィゼーションは、主に不確定性の動きとフリー・ジャズから降りてきている。イギリスの音楽トリオ、ギタリストのデレク・ベイリー、ドラマーのトニー・オクスレイ、ベーシストのギャヴィン・ブライアーズによって構成されるジョセフ・ホルブルックは、このジャンルで最も影響力のあるアーティストたちの一つである。
ベイリーは、「人類最初の音楽によるパフォーマンスはフリー・インプロヴィゼーション以外のものではなかった」ため、フリー・インプロヴィゼーションは最も初期の音楽スタイルであったに違いないと主張している。同様に、キース・ロウは次のように述べている。「AMM以前のやり方で、あるいはデレク（・ベイリー）以前のやり方で、他の演奏家が自由に演奏したとして、いつ自由な演奏が始まったのか誰が知っていますか? 1500年代のリュート・プレイヤーが酔っぱらい、丸太の火を前にしている人々のために即興演奏をすることは想像できるでしょう。そのノイズやガタガタする音は、巨大だったに違いありません。あなたはそれについての絶対に信じられないほどの説明を読みます。当時のミュージシャンたちが自由な演奏に身を委ねていなかったとは信じられません。モンテヴェルディのメリスマ（原文ママ）はそこから派生しなければなりません。しかし、それはすべてレパートリーの文脈にあったのです」。

### クラシックの先例
20世紀の半ばまでに、ヘンリー・カウエル、アール・ブラウン、デイヴィッド・チューダー、ラ・モンテ・ヤング、ジャクソン・マック・ロウ、モートン・フェルドマン、シルヴァーノ・ブッソッティ、カールハインツ・シュトックハウゼン、ジョージ・クラムなどの作曲家は、ヨーロッパのアート・ミュージックへの改善を再導入した。ミュージシャンが即興演奏することを許可した、または要求した作曲で。これの注目すべき例の1つは、コーネリアス・カーデューの『Treatise』である。これは、ミュージシャンが解釈するように導かれた、従来の表記法ではない図形譜となっている。
インプロヴィゼーションは、コンサートや教会礼拝の一部のオルガニストによって依然として一般的に実践されており、即興演奏（フリー・インプロヴィゼーションを含む）は、教会のミュージシャンたちに向けた多くの高等教育プログラムの一部となっている。顕著な現代のオルガニストには、オリヴィエ・ラトリーやジャン・ギユーらがいる。オルガンのフリー・インプロヴィゼーションも、フレデリック・メーグルのアルバム『Like a Flame』のように、時として録音され、リリースされることがある。

### ジャズの先例
インプロヴィゼーションは音楽の誕生以来、ジャズの中心的な要素であったが、1950年代までは、そのような即興演奏は典型的に明らかにジャズの慣用句の範囲内にあり、所定の伝統に基づいていた。
おそらくジャズにおける最も初期のフリーの録音は、ジャズ・ピアニストのレニー・トリスターノのリーダーシップの下で録音された2曲、「Intuition」と「Digression」で、どちらも1949年にサックス奏者のリー・コニッツとウォーン・マーシュを含むクインテットで録音されたものである。1954年、シェリー・マンはトランペッターのショーティ・ロジャースとリード奏者のジミー・ジュフリーとともに、自由に即興演奏された「Abstract No. 1」という曲を録音した。ジャズ評論家のハーヴェイ・ピーカーも、ジャンゴ・ラインハルトの録音された即興演奏の一つが、既成の曲のコード変更から大幅に逸脱していると指摘した。注目に値するものではあるが、これらの例は明らかにジャズのイディオムに含まれていた。
1950年代後半から1960年代前半にかけてのフリー・ジャズ運動は、セシル・テイラー、サン・ラ、オーネット・コールマン、ジョン・コルトレーンなどの重要な (そして異なる) 人物を中心に団結していったが、ジョー・マネリやジョー・ハリオットなどのあまり知られていない人物も数多くいた。フリー・ジャズでは、たとえば、演奏者が従来の繰り返しの曲の構造を無視できるようにすることで、曲のハーモニーやリズミカルなマテリアルからの急進的な即興演奏が可能になった。このような音楽は、ほとんどの場合、その伝統の1つまたは複数の中心的な要素を保持し、他の要素を放棄しているにもかかわらず、それまでのジャズの伝統からはかけ離れているように見えることがよくあった。
これらのアイデアは、ジャズ・クラリネット奏者ジミー・ジュフリーのトリオによる1962年の録音『Free Fall』で拡張され、自由かつ自発的に即興演奏されることが多く、確立されたジャズのスタイルとの類似点はわずかしかなかった。もう一つの重要な録音は、サックス奏者アルバート・アイラーの指揮の下、ESPディスク・レーベルに録音された、マイケル・スノウの映画サウンドトラック『ニューヨーク・アイ・アンド・イヤー・コントロール』(1964年)である。スノウはアイラーに、バンドが曲やテーマを付けずにただ演奏するだけでと提案した。
スポンティニアス・ミュージック・アンサンブルは、1960年代半ばにジョン・スティーヴンスとトレヴァー・ワッツによって結成され、デレク・ベイリー、エヴァン・パーカー、ケニー・ホイーラー、ロジャー・スミス、ジョン・ブッチャーなど影響力のあるプレイヤーが時々参加していた。創造的ミュージシャンの進歩のための協会 (AACM) と同様、これらの演奏家の多くはジャズからスタートしたが、徐々に音楽を抽象化され比較的静かな領域に押し上げた。英国のレコード・レーベル「Emanem」は、この流れで多くの音楽を記録してきた。
フリー・ジャズとフリー・インプロヴィゼーションの間の境界線は、しばしばかなり曖昧になった（そして今もそうである）。シカゴを拠点とする AACMは、ムハル・リチャード・エイブラムス、ヘンリー・スレッギル、アンソニー・ブラクストン、ジャック・ディジョネット、レスター・ボウイ、ロスコー・ミッチェル、ジョセフ・ジャーマン、ファマドゥ・ドン・モイエ、マラキ・フェイヴァーズ、ジョージ・E・ルイスを含む即興音楽家によるの緩やかな集団で、1965年に結成された。初期の国際的なフリー・インプロヴィゼーション・シーンの主要なプレーヤーが数多く参加していた (ブラクストンはベイリーやタイテルバウムと何度も録音し、ミッチェルはトーマス・バックナーやポーリン・オリヴェロスと録音した)。

### 国際的なフリー・インプロヴィゼーション
1960年代の残りから1970年代にかけて、フリー・インプロヴィゼーションはアメリカ、ヨーロッパ、東アジアに広がり、すぐにフルクサス、ハプニング、パフォーマンスアート、ロックとの関わりを持つようになっていった。
1970年代半ばまでに、フリー・インプロヴィゼーションはまさに世界的な現象となった。
1976年、デレク・ベイリーはカンパニー・ウィークを設立し、企画した。これは毎年恒例で行われる即興音楽フェスティバル・シリーズの最初のものとなり、ベイリーは多くの場合、これまで共演したことのないミュージシャンたちによる臨時アンサンブルのパフォーマンスをプログラムした。コラボレーションに対するこの椅子取りゲーム的なアプローチは、おそらくミュージシャンが一緒に即興でうまく演奏するために何か月か何年も協力する必要があるというジョン・スティーヴンスの主張に対する、ベイリーによる特徴的で挑発的なジェスチャーであった。最後のカンパニー・ウィークは、1994年に開催された。
2002年以来、ニュージーランドの集団ビタミンSは、ランダムに選ばれたトリオをベースにした即興演奏を毎週主催してきた。ビタミンSは音楽を超えた形式をとっており、ダンス、演劇、人形劇など、他の形式の即興によるパフォーマーも含まれている。
2006年以来、ミシガン大学のエド・サラスとサラ・ウィーヴァーによって設立された国際即興音楽協会ISIMによって、さまざまな形の即興音楽が支援および促進されてきた。ISIMは、ポーリン・オリヴェロス、オリヴァー・レイク、トーマス・バックナー、ロバート・ディック、インディア・クック、ジェーン・アイラ・ブルーム、カールトン・ヘスター、ローマン・ストーリヤー、マーク・ドレッサーなど、世界中の約300人のパフォーマーや学者によって構成されている。
2007年にイギリスのマンチェスターで設立されたノイズ・アップステアーズは、即興音楽の実践に特化した機関であり、定期的なコンサートやクリエイティブなワークショップを主催し、ケン・ヴァンダーマーク、レ・クアン・ニン、イングリッド・ラブロック、ビーツ & ピーシズ・ビッグ・バンド、ユーリ・ランドマンなどのイギリスを拠点とする国際的なアーティストたちを支援してきた。これらのイベントに加えて、ノイズ・アップステアーズは毎月ジャム・ナイトを開催している。その前提にあるのは、誰でも帽子に名前を入れれば参加できて、ランダムに選ばれたトリオが一緒になって自由に即興演奏できるということである。これらのジャム・セッションには、ジェイソン・カーン、ソニア・パソ＝ロッキア、ダニエレ・レッダ、ヘルムート・レムケ、クリスティーン・セナウイなどの多くの国際的ミュージシャンや、イギリスのトップ即興演奏家ミック・ベック、フィル・マークス、ピート・フェアクラフ、 シャトナーズ・バスーン、アントン・ハンター、ロドリゴ・コンスタンツォ、ジョニー・ハンター、マーティン・アーチャー、サム・アンドレア、セス・ベネット、ジョン・ジャスノック、チャーリー・コリンズなどたくさんのスペシャル・ゲストからなるセットが組まれてきた。
2013年にオックスフォードのトロンボーン奏者のクリス・T・リーダーによって結成され、オックスフォード・インプロヴァイザーズのミュージシャンをフィーチャーした「1984アンサンブル」などのグループは、ライブ・エレクトロニックやアコースティックの楽器に、コンピューターを使用してフリー・インプロヴィゼーションを拡大している。

### ニューヨーク・ダウンタウン・シーン
1970年代後半、ニューヨークには、ロック、ジャズ、現代音楽、ワールドミュージック、ポップスだけでなく、フリー・インプロヴィゼーションへの関心を共有するミュージシャンたちのグループが集まってきた。彼らは主にニューヨークのダウンタウンにあるロフト、アパート、地下室、会場（8BC、ピラミッド・クラブ、エンビロン、ルーレット、スタジオ・ヘンリー、サムプレイス・ナイス、ザ・セイント、キング・ツツ・ワ・ワ・ハット、そして後にはニッティング・ファクトリーやトニック）にてパフォーマンスを行い、ジョン・ゾーン、イクエ・モリ、ネッド・ローゼンバーグ、ビル・ラズウェル、フレッド・フリス、近藤等則、ウェイン・ホーヴィッツ、ユージン・チャドボーン、ジーナ・パーキンス、アンソニー・コールマン、ポリー・ブラッドフィールド、ロバート・ディック、ボブ・オスタータグ、クリスチャン・マークレー、デヴィッド・モス、クレイマー他多数など、シーンの著名な人物を多数フィーチャーしたフリー・インプロヴィゼーションの定期コンサートを行った。彼らは、互いに独立して、またデレク・ベイリー、エヴァン・パーカー、ハン・ベニンク、ミシャ・メンゲルベルク、ペーター・ブロッツマンなど、当時のヨーロッパを代表する即興演奏家たちと協力して活動した。これらのミュージシャンの多くは、自身の仕事において、何らかの形でインプロヴィゼーションを使い続けている。
デレク・ベイリーのカンパニー・ウィークの伝統を継ぐものとして、ジョン・ゾーンがイースト・ヴィレッジに所有するパフォーマンス・スペース「ザ・ストーン」で毎月開催されるインプロ・ナイトが伝統となっている。会場の運営を維持するために必要な経費を集めるための給付金として組織されたこれら即興音楽のコンサートには、さまざまな背景、世代、伝統を持つ何百人ものミュージシャンたちが出演している。

### エレクトロニック・フリー・インプロヴィゼーション
オシレーター、エコー、フィルター、アラーム時計などの電子デバイスは、1960年代後半にベルリンのゾディアック・クラブなどのアンダーグラウンド・シーンで行われたクラスターといったグループによるフリー・インプロヴィゼーション・パフォーマンスに不可欠な要素であった。1975年のジャズ・ロック・コンサートを録音したアルバム『アガルタ』において、マイルス・デイヴィスと彼のバンドはフリー・インプロヴィゼーションとエレクトロニクスを採用し、特にギタリストのピート・コージーはギターをリング・モジュレーターとEMS Synthi Aを通して即興でサウンドをつくり出した。
しかし、伝統的な楽器が完全に放棄され、純粋に電子的なフリー・インプロヴィゼーションが支持されるようになったのは、さらに後のことである。1984年、スイスの即興デュオであるボイス・クラックは、厳密に言うと「壊れた家電」を使い始めた。最近では、大友良英、ヘンメリグ・テンポ、ギュンター・ミュラー、ポワールzなどのパフォーマーに代表される、サーキットベンディング、ノイズミュージック、DIYカルチャー、ターンテーブリズムを利用したエレクトロニック・フリー・インプロヴィゼーションが行われている。

### エレクトロアコースティック・インプロヴィゼーション
最近の即興音楽の分野は、静かでゆっくりとした動きのミニマルなテクスチャーが特徴で、ラップトップ・コンピューターや型破りな電子機器を使用することがよくある。
1990年代半ばから後半にかけて、ニューヨーク、東京、オーストリアを中心に世界中で発展したこのスタイルは、ローアーケース・ミュージックまたはEAI (エレクトロアコースティック・インプロヴィゼーション) と呼ばれ、たとえば、アメリカのレコード・レーベル「Erstwhile Records」やオーストリアのレーベル「Mego」によって広められた。
EAIは、確立されたフリー・インプロヴィゼーションとは根本的に異なることがよくある。音楽評論家のジョン・エイルズは、「この音楽を説明する上での問題の1つは、そのサウンドとインパクトを伝える新しい語彙と方法が必要だということです。そのような語彙はまだ存在しません。制御されたフィードバックのさまざまなタイプの微妙な違いをどのように説明しますか? これを説得力を持ってやっている人をまだ見たことがないので、『形状』とか『質感』といった言葉が使われているのです!」と書いている。

## ラジオにおけるフリー・インプロヴィゼーション
ロンドンを拠点とする独立ラジオ局「Resonance 104.4FM」は、ロンドン・ミュージシャンズ・コレクティブによって設立され、実験的で自由な即興パフォーマンス作品を頻繁に放送している。「WNUR 89.3 FM」 (「シカゴのサウンド実験」) は、ラジオでフリー・インプロヴィゼーション・ミュージックを提供するもう1つのソースとなっている。ナントの「Radio-G 101.5 FM、Angers」および「Euradio [fr] 101.3 FM」で放送されるタランのフリー・ジャズ・アワーは、フリー・ジャズやその他のフリー・インプロヴィゼーションに完全に特化している。「A l'improviste」(フランス音楽) というフランスのラジオで、過去4回の放送をオンラインにより聴ける。アン・モンタロンによる毎週のフリー・ミュージックのみ。隣町ニュートンに本拠を置くボストンでは、ボストン大学の非営利ラジオ局「90.3 FM WZBC」から膨大な数の実験プログラムの一環として、大量のフリー・インプロヴィゼーション・ミュージックが提供されている。